# Cặp đôi hoàn hảo (phim)
Cặp đôi hoàn hảo (tiếng Hàn: 최강 로맨스 - Choegangnomaenseu) là một bộ phim điện ảnh Hàn Quốc năm 2007, bộ phim này cũng có hai tên dịch sang tiếng Anh: The Best Romance (nghĩa của Choegangnomaenseu trong tiếng Anh) và, thông dụng hơn, The Perfect Couple.

## Nội dung
Bộ phim kể về cô phóng viên Choi Soo Jin trong một lần ăn xúc xích cá trên đường thì bị Kang Jae Hyuk - một cảnh sát trẻ va vào khi đang đuổi bắt tội phạm. Không may, Kang bị cái xiên cá nhọn của Choi đâm vào bụng và ngất xỉu phải vào viện. Choi đã quay phim lại và đưa lên Internet làm Kang rất tức giận. Kang có một bí mật giấu kín: Dù rất dũng cảm, khoẻ mạnh giỏi võ, anh rất sợ những vật nhọn, mỗi lần nhìn thấy cái bút chì trước mặt là anh phải nắm chặt cái tay nắm ngăn kéo có hình người nhện mới bình tĩnh lại được, vụ việc xiên cá lại càng làm anh thêm ấm ức. Thế nhưng, Choi và Kang lại rất có duyên gặp nhau, mỗi lần gặp là cãi lộn, Kang bắt Choi phải xin lỗi chuyện đâm mình, còn Choi thì mắng Kang vì đã làm mình bị chảy máu mũi khi tông vào cô.
Một lần, Kang được mời tham gia chương trình "Choi vs. Kang" nói về cảnh sát, Choi quay phim. Nhiệm vụ của Kang là truy đuổi tên trùm ma tuý máu mặt tên Kim, Choi đi cùng mọi lúc mọi nơi để quay lại những gì cảnh sát Kang làm. Công việc của họ chẳng dễ dàng gì, qua mấy đêm, Kang cùng đồng nghiệp Soh và phóng viên Choi mới tìm được nơi tốt để bắt tội phạm thì Choi lại làm hỏng việc và kang đã quát mắng cô rất nhiều. Hôm sau,Kang bị phạt, đồng nghiệp phải chữa tay gãy. Cảm thấy mình có lỗi, lúc theo Kang vào quán bar theo dõi trùm ma tuý, Choi đã xin lỗi trước và cũng được bỏ qua, đồng thời, Kang cũng xin lỗi vì to tiếng.
Sau đó,khi phát hiện được kẻ thù, Kang đã đánh nhau với hắn rất quyết liệt nhưng tên kia quá mạnh, Kang đã bị thương nhiều,và còn bị rạch dao vào má, vì sợ vật nhọn, anh đã không thể làm gì được. Thua và sổng mất tội phạm, bị mọi người phát hiện căn bệnh bao lâu giấu kín (sợ đồ nhọn), Kang rất đau khổ và suy sụp. Choi thì vì quên xoá tấm băng cô quay được trong quán bar mà hình ảnh Kang bị trùm ma tuý rạch má "được" đưa lên Internet. Choi hối hận lắm, cô đến nhà Kang xin lỗi anh. Lần này, Kang không thể gặp cô được nữa, chán nản, Choi uống rượu giải sầu cùng đồng nghiệp thì bỗng phát hiện ra đầu mối tới hang ổ của Kim...

## Diễn viên
- Dong-Wook Lee - Jae-Hyuk
- Yeong Hyeon - Soo-Jin
- Su-kyeong Jeon
- Jeong-heon Lee
- Jae-jin Jeong
- Jae-man Kim
- Myeong-Jin Lee
- Hyeong-seong Jang